# 戸川安章 (旗本)
戸川 安章（とがわ やすあきら、明和7年（1770年）- 天保10年6月2日（1839年7月12日）は、江戸時代後期の幕臣（旗本）・知行3000石。通称は大次郎。
先代・村眞の子として生まれる。母は小笠原政方の娘。妻は堀長尚の長女、後妻は堀長尚の次女。
文化4年（1807年）、父の死により家督相続する。
備中国は綿の産地の一つであり、和漢三才図会では摂津国と備後国の次に質が良いという。天保元年（1830年）頃からは足袋や小倉織が佐藤栄八・姫井甚七治らにより発展しつつあったが、知行所は財政難のため産業振興策をとる余裕がなかった。
天保4年（1833年）から天保の大飢饉に見舞われると、財政難に一層拍車をかけた。そのため、天保9年（1838年）から5年間の倹約令を出した。
江戸では、使番・先鉄砲頭・小石川口門番役を歴任した。
天保10年（1839年）6月2日没。